# Pentila subfuscata
Pentila subfuscata is een vlinder uit de familie van de Lycaenidae. De wetenschappelijke naam van de soort is voor het eerst geldig gepubliceerd in 1933 door Hawker-Smith.